# Йоахим Лемелзен
Йоахим Лемелзен (на немски: Joachim Lemelsen) е немски офицер служил през Първата и Втората световна война.

## Биография

### Ранен живот и Първа световна война (1914 – 1918)
Йоахим Лемелзен е роден на 28 септември 1888 г. в Берлин, Германска империя. Син е на военен офицер.
Присъединява се към армията и през юни 1907 г. става офицерски кадет. По време на Първата световна война служи в артилерийски подразделения и до края ѝ се издига до звание капитан.

#### Междувоенен период
След примирението остава на служба в артилерията в Райхсвера. Между 1934 и 1935 г. служи като комендант в артилерийско-пехотното училище. От март 1938 г. е преместен в 29-а пехотна дивизия и в същото време е издигнат в звание генерал-лейтенант.

### Втора световна война (1939 – 1945)
В началото на Втора световна война, достигнал звание генерал-лейтенант, командва 5-а танкова дивизия (29 май 1940 г.), а на 25 ноември поема командването на 47-и моторизиран корпус. Следват назначения в редица подразделения: на 24 октомври 1943 г. поема 10-а армия, на 19 май 1944 г. – 1-ва армия, на 5 юни 1944 г. – 14-а армия.

#### Пленяване и смърт
През май 1945 г. попада в британски плен и е освободен през 1947 г. Умира в Гьотинген, Германия на 30 март 1954 г.

## Военна декорация
| - Германски орден Железен кръст (1914) – II (21 септември 1914) и I степен (5 декември 1916) - Германски орден „Ханзейски кръст“ (14 април 1917) - Германски орден на „Хоенцолерните“ (30 октомври 1918) – Рицарски кръст с мечове - Германски орден „Кръст на честта“ (?) - Медал Судетуя (?) - Германски орден Железен кръст (1939, повторно) – II (21 септември 1939) и I степен (30 септември 1939) - Германска Пехотна щурмова значка (?) | - Германска Значка за раняване (1939) – черна (14 юни 1942) - Германски медал „За зимна кампания на изтока 1941/42 г.“ (1 август 1942) - Германска „Танкова значка“ (1942) – сребърна (13 януари 1942) - Орден „Германски кръст“ – златен (15 юли 1942) - Рицарски кръст с дъбови листа - Носител на Рицарски кръст (27 юли 1941) - Носител на Дъбови листа № 294 (7 септември 1943) |